# Kremmling
Kremmling é uma cidade  localizada no estado americano de Colorado, no Condado de Grand.

## Demografia
Segundo o censo americano de 2000, a sua população era de 1578 habitantes.
Em 2006, foi estimada uma população de 1549, um decréscimo de 29 (-1.8%).

## Geografia
De acordo com o United States Census Bureau tem uma área de
3,4 km², dos quais 3,4 km² cobertos por terra e 0,0 km² cobertos por água. Kremmling localiza-se a aproximadamente 2229 m acima do nível do mar.

## Localidades na vizinhança
O diagrama seguinte representa as localidades num raio de 48 km ao redor de Kremmling.